# Namkha Drimed Rabjam Rinpotché
Namkha Drimed Rabjam Rinpotché, né à Rigon Tashi Choling à Tsawagang dans le sud du Tibet dans la région du Kham le 1er mars 1939, est un tertön, le chef spirituel de la lignée Ripa du bouddhisme Vajrayana nyingmapa, et la réincarnation de Sariputra et du Roi Guésar. Fils de Jigme Tsewang Chokdrup et de Sangyum Palden Tsomo, arrière-petit-fils de Sakya Shri, père de Gyétrul Jigmé Rinpotché et de Khandro Tseyang Palmo. Il vit en Orissa (Inde), où il dirige une communauté comprenant plusieurs milliers de Tibétains en exil.